# 3×3-Weltmeisterschaft
Die Weltmeisterschaft im 3×3-Basketball (offiziell: FIBA 3x3 World Cup; bis 2016: FIBA 3x3 World Championship) wird seit 2012 von der Fédération Internationale de Basketball veranstaltet.
Bei jeder Austragung gibt es ein Männer- und ein Frauenturnier. Zudem wurde bei der ersten Weltmeisterschaft 2012 auch ein Mixed-Turnier ausgetragen.

## Austragungen
| Jahr | Austragungsort         | Männer      | Männer | Männer      | Frauen      | Frauen | Frauen     | Mixed       | Mixed | Mixed       |
| Jahr | Austragungsort         | Weltmeister | Erg.   | Zweiter     | Weltmeister | Erg.   | Zweiter    | Weltmeister | Erg.  | Zweiter     |
| ---- | ---------------------- | ----------- | ------ | ----------- | ----------- | ------ | ---------- | ----------- | ----- | ----------- |
| 2012 | Athen, Griechenland    | Serbien     | 16:13  | Frankreich  | USA         | 17:16  | Frankreich | Frankreich  | 14:8  | Argentinien |
| 2014 | Moskau, Russland       | Katar       | 18:13  | Serbien     | USA         | 15:8   | Russland   | —           | —     | —           |
| 2016 | Guangzhou, VR China    | Serbien     | 21:16  | USA         | Tschechien  | 21:11  | Ukraine    | —           | —     | —           |
| 2017 | Nantes, Frankreich     | Serbien     | 21:18  | Niederlande | Russland    | 19:12  | Ungarn     | —           | —     | —           |
| 2018 | Bocaue, Philippinen    | Serbien     | 16:13  | Niederlande | Italien     | 16:12  | Russland   | —           | —     | —           |
| 2019 | Amsterdam, Niederlande | USA         | 18:14  | Lettland    | China       | 19:13  | Ungarn     | —           | —     | —           |
| 2022 | Antwerpen, Belgien     | Serbien     | 21:16  | Litauen     | Frankreich  | 16:13  | Kanada     | —           | —     | —           |
| 2023 | Wien, Österreich       | Serbien     | 21:19  | USA         | USA         | 16:12  | Frankreich | —           | —     | —           |
| 2025 | Ulaanbaatar, Mongolei  | Spanien     | 21:17  | Schweiz     | Niederlande | 15:9   | Mongolei   | —           | —     | —           |
| 2026 | Warschau, Polen        |             |        |             |             |        |            | —           | —     | —           |
| 2027 | Singapur               |             |        |             |             |        |            | —           | —     | —           |

## Medaillenspiegel
| Platz  | Land               | Gold | Silber | Bronze | Gesamt |
| ------ | ------------------ | ---- | ------ | ------ | ------ |
| 01     | Serbien            | 6    | 1      | 1      | 8      |
| 02     | Vereinigte Staaten | 4    | 2      | 1      | 7      |
| 03     | Frankreich         | 2    | 3      | 4      | 9      |
| 04     | Russland           | 1    | 2      | 1      | 4      |
| 05     | Niederlande        | 1    | 2      | –      | 3      |
| 06     | China              | 1    | –      | 1      | 2      |
| 07     | Italien            | 1    | –      | –      | 1      |
| 07     | Katar              | 1    | –      | –      | 1      |
| 07     | Spanien            | 1    | –      | –      | 1      |
| 07     | Tschechien         | 1    | –      | –      | 1      |
| 11     | Ungarn             | –    | 2      | –      | 2      |
| 12     | Ukraine            | –    | 1      | 3      | 4      |
| 13     | Kanada             | –    | 1      | 1      | 2      |
| 13     | Lettland           | –    | 1      | 1      | 2      |
| 15     | Argentinien        | –    | 1      | –      | 1      |
| 15     | Litauen            | –    | 1      | –      | 1      |
| 15     | Mongolei           | –    | 1      | –      | 1      |
| 15     | Schweiz            | –    | 1      | –      | 1      |
| 19     | Australien         | –    | –      | 2      | 2      |
| 19     | Slowenien          | –    | –      | 2      | 2      |
| 21     | Belgien            | –    | –      | 1      | 1      |
| 21     | Polen              | –    | –      | 1      | 1      |
| Gesamt | Gesamt             | 19   | 19     | 19     | 57     |